# Château d'Aiguefonde
Le château d'Aiguefonde est un château de style Renaissance situé sur la commune d'Aiguefonde, dans le Tarn, en région Occitanie (France).
Bâti au XIVe siècle, c'est aujourd'hui une belle demeure témoignant des remaniements faits par les propriétaires nobles successifs, de la famille d'Hautpoul à celle de Taffanel de La Jonquière.

## Historique

### Origine
Le site accueillant le château est occupé depuis l'Antiquité, étant l'emplacement de l'ancien camp romain d'Aqua Fonda. Ce nom provient des sources d'eau naturelles présentes sur place, et a ensuite donné son nom au village d'Aiguefonde.

### Le château
A la fin du XIIIe siècle apparait le premier seigneur attesté d'Aiguefonde, un certain Isarn Bonhomme, qui est cité comme tel en 1277. C'est un membre d'une des branches cadettes de la famille d'Hautpoul.
C'est ensuite cette famille d'Hautpoul qui bâtira le premier château d'Aiguefonde, au début du XIVe siècle.

### DuXVIeauXVIIIesiècle
Durant les guerres de Religion, le 1er septembre 1580, des troupes huguenotes s'emparent de la bâtisse, troupes menées par le vicomte Henri de La Tour d'Auvergne et possédant un canon. Henri de La Tour d'Auvergne pille le lieu, et repart dans la journée, laissant une garnison sur place. Peu après, un certain Josué d'Alba, protestant, devient seigneur d'Aiguefonde, et se marie à une membre de la famille de Madaillan de Lesparre. Henri III de Navarre, futur roi de France sous le nom d'Henri IV, aurait alors séjourné au château en 1586.
En 1595, l'édifice est grandement remanié et, à la suite de cette campagne de construction, apparait dans sa forme actuelle. En 1622, les enfants de Josué d'Alba vendent la demeure à Guillaume d'Espérandieu, issu de la famille d'Espérandieu. Il se retrouve rapidement impliqué dans les révoltes protestantes, sans l'avoir voulu, puisqu'en 1628, le commandant catholique du Languedoc, Henri II de Bourbon-Condé, décide de punir les habitants calvinistes de Mazamet pour leur insoumission. Ayant peur pour son domaine, Guillaume d'Espérandieu tente de négocier, avec réussite puisqu'il dissuade dans un premier temps l'attaque. Mais devant le refus de se soumettre des habitants, des combats ont finalement lieu, mais n'endommage par l'édifice, puisqu'ils se concentrent autour du château d'Hautpoul dans lequel sont réfugiés les révoltés, qui parviennent à tenir tête aux 2500 hommes dirigés par le marquis de Ragni.
Les dernières modifications de grande ampleur sur la bâtisse ont lieu au cours du XVIIIe siècle[réf. souhaitée]. Cette famille ne sera par ailleurs nullement inquiétée par les événements de la Révolution française, puisqu'on la retrouve encore par la suite en possession de l'édifice.

### L'affaire Sirven
Le château d'Aiguefonde se trouve lié à l'affaire Sirven, en 1760, puisque Pierre-Paul Sirven travaille au château pour le seigneur d'Espérandieu. D'ailleurs, le soir de la disparition de sa fille, il loge au château, où des témoins l'ont vu. Néanmoins, cet élément n'empêchera pas l'acharnement dont il sera victime par la suite,.

### DuXIXesiècleà aujourd'hui
Vers la fin du XIXe siècle, Charles-Louis-Jacques d'Espérandieu est le dernier membre de la famille à posséder le château, qui va passer par les mains de multiples propriétaires, avant d'échoir au vicomte de Taffanel de La Jonquière en 1919. À la suite de cela, le domaine est ensuite de nombreuses fois vendu à partir de 1980, avant d'être acquis par le propriétaire actuel, un certain Paul de Vilder, qui restaure le château.
Aujourd'hui, le château d'Aiguefonde sert de chambres d'hôtes de charme. Il est par ailleurs régulièrement ouvert au public pour des spectacles ou lors des Journées européennes du Patrimoine.

## Architecture

### Le château
On accède au château d'Aiguefonde à travers une grande cour d'honneur, ouverte au Nord-Est par un portique à trois arcs avec piliers, et donnant sur un majestueux hall d'entrée équipée d'un escalier à double révolution.

La demeure s'organise avec un corps de logis autour duquel s'articulent deux ailes, selon un plan en U. Celles-ci ferment donc la cour. L'aile Sud-Est renferme ainsi plusieurs salons et cuisines, ainsi que différentes chambres et salles d'eau. L'aile Nord-Ouest renferme elle aussi salons et chambres, ainsi qu'une bibliothèque. Son étage abrite la "suite royale" et de son salon privé, avec deux autres chambres. L'extrémité de cette aile est une massive tour ronde. Le château possède entre autres huit chambres pour 10 salles de bains. 

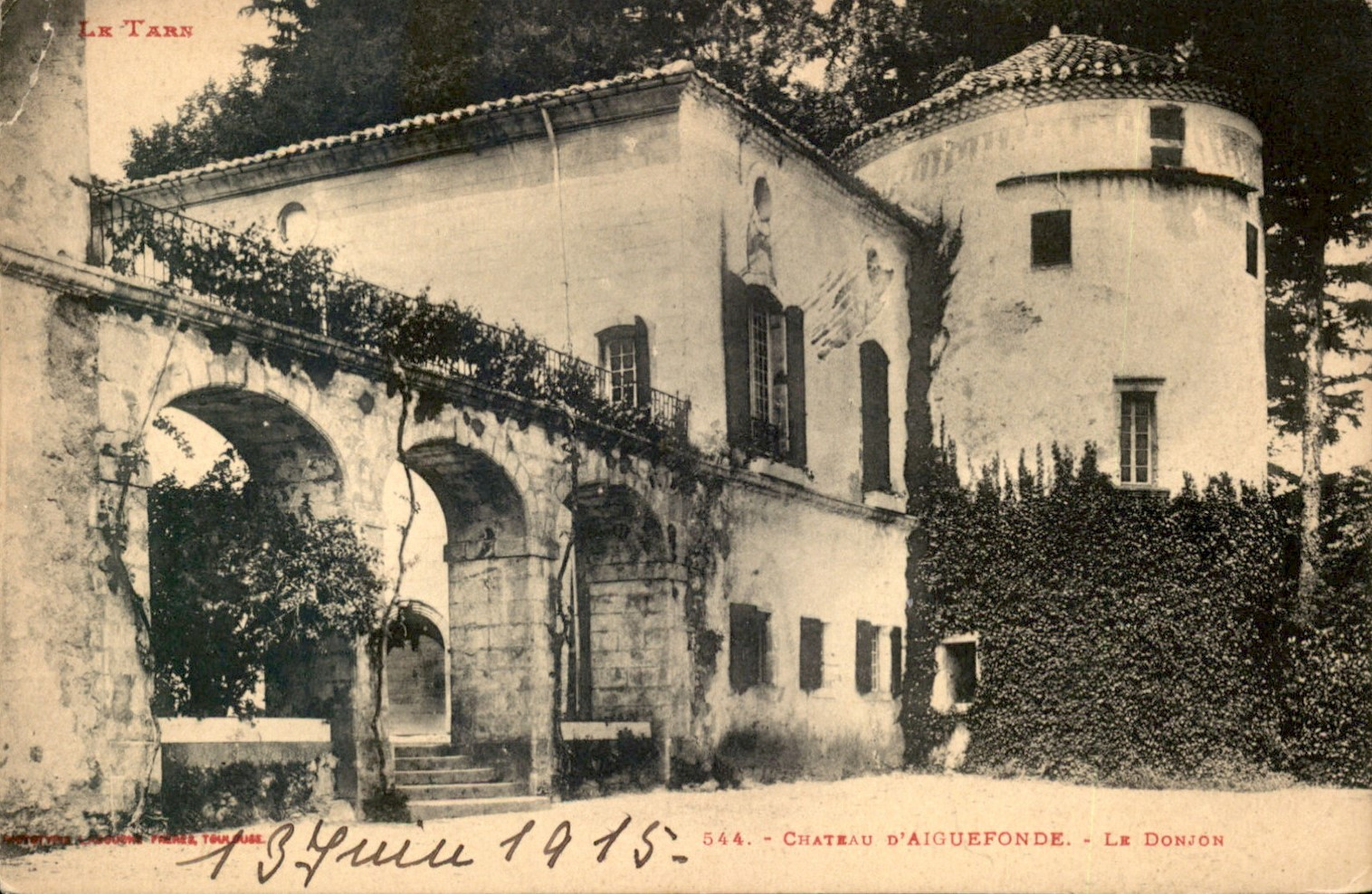
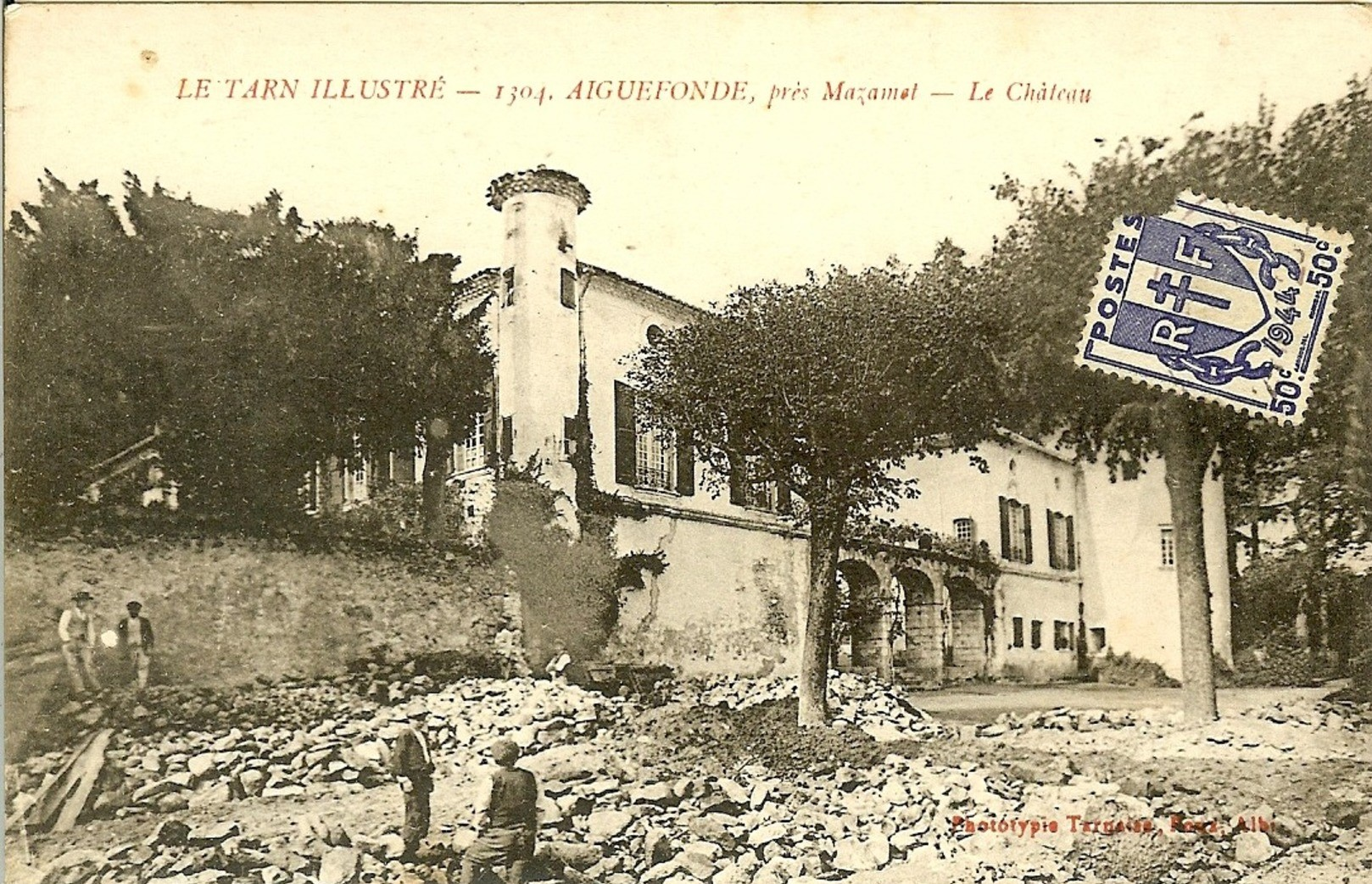

### Les jardins
En 1995, Xavier Pinon dirige une enquête dans le but d'analyser la demande d'inscription des jardins au titre des jardins remarquables. Elle révèle la chronologie du domaine, aménagé au XVIIIe siècle, et terminée après 1791 avec l'établissement du parc. Les cascades sont ajoutées entre 1832 et 1896, d'après l'évolution du cadastre, puis les communs au début du XXe siècle. Vers 1990, les jardins sont restaurés selon leur état de 1896.
Les jardins feraient 14 hectares, avec un jardin à la française, apparemment dessiné par le célèbre André Le Nôtre, auquel s'ajoutent des jardins à l'anglaise, des fontaines éclairées, des jeux d'eaux et piscines, des bassins et rivières artificielles, etc. Ainsi l'eau est maîtrisée à la perfection, avec une rivière anglaise et cinq cascades, une rivière russe avec jets d'eau, et une rivière alimentant les jardins français, avec une série de grottes et de statues.

## Seigneurs et propriétaires d'Aiguefonde

### La famille Bonhomme
La famille Bonhomme est une branche cadette de moindre importance issue de la famille d'Hautpoul.

### La famille d'Espérandieu
Voir ci-dessous.

## Famille d'Espérandieu
La famille d'Espérandieu ou de Spérandieu est une famille noble originaire de la cité d'Uzès. Le premier membre connu est un certain Gilles d'Espéradieu, juge-mage à Uzès, au début du XVIe siècle. Elle s'implante par la suite en albigeois, principalement dans la seigneurie d'Aiguefonde en achetant le présent château, puis se convertit au protestantisme.
Elle est maintenue dans sa noblesse par jugement de Claude Bazin de Bezons, intendant du Languedoc, en août 1669.

### Lignée
- Gilles d'Espéradieu (vers 1510 - ?), juge-mage à Uzès. Marié en 1539 à Philippine de Lubières[réf. souhaitée];
- Jean d'Espéradieu (1539 - 1626), conseiller ainsi que maître des requêtes du roi du Navarre (lettres patentes du 3 août 1605), et lieutenant-principal de la sénéchaussée d'Uzès. Marié en 1571 à Marguerite de Mercier, dont :
  - Louis d'Espérandieu (1574 - 1634), devient lieutenant-principal à la place de son père, le 28 août 1609, puis juge-mage d'Uzès le 7 juin 1619. Marié en 1627 à Marie de Rossel.
  - Guillaume d'Espérandieu, qui suit.
  - Jean II d'Espérandieu (? - 1636), seigneur de La Baume (correspondant possiblement à Serviers-et-Labaume). Marié en 1623 à Jeanne de Clérieu, sa descendance est sans suite.
- Guillaume d'Espérandieu (1579 - 1640), seigneur d'Aiguefonde et co-seigneur d'Hautpoul. Docteur, avocat puis premier consul de Castres. Lors de la question de l'instauration d'une Chambre de l'Édit en Languedoc, le Parlement de Toulouse insiste pour que celui-ci soit dans une ville catholique. Guillaume est alors envoyé avec pour mission de changer la donne. Cela fonctionne, car la Chambre de l'Édit est instaurée à Castres. Il en devient par ailleurs conseiller. Il fait l'acquisition de la seigneurie d'Aiguefonde et du présent château en 1622, et devient co-seigneur d'Hautpoul. Marié en 1605 à Gabrielle de Cassagne ;
  - Jacques d'Espérandieu, qui suit ;
  - Jean III d'Espérandieu (1615 - 1652), seigneur de Saint-Alby (lieu-dit d'Aiguefonde). Avocat à la cour et membre de l'Académie de Castres, sa petite fille Anne de Rotolp épousera un autre membre de la famille, Pierre d'Espérandieu, en 1702.
- Jacques d'Espérandieu (1615 - 1670), seigneur d'Aiguefonde et co-seigneur d'Hautpoul. Avocat au Parlement et à la Chambre de l'Edit. Marié en 1641 à Madeleine de Faure ;
- Salomon Annibal d'Espérandieu (1643 - ?), seigneur d'Aiguefonde et de Lacalm, coseigneur de Calmon et d'Hautpoul. Avocat à la Cour et capitaine des chasses du roi. Marié en 1672 à Marie de Rozet ;
- Pierre d'Espérandieu (1673 - ?), seigneur d'Aiguefonde et de Lacalm. En 1689, il se signale volontaire à Toulon pour entrer dans la Marine. Marié en 1702 à Anne de Rotolp, dont :
  - Jean-Louis d'Espérandieu, qui suit ;
  - Louis-Gédéon d'Espérandieu, seigneur de Saint-Sauveur ;
  - Pierre II d'Espérandieu, seigneur de Saint-Alby.
- Jean-Louis d'Espérandieu (1714 - ?), seigneur d'Aiguefonde. Lié de loin à l'affaire Sirven, car Pierre-Paul Sirven travaillait pour lui et mettait de l'ordre en ses archives[12]. Marié en 1742 à Renée de Chauvet ;
- Jean-Louis II d'Espérandieu (1749 - ?), seigneur d'Aiguefonde dont on ne connait quasiment rien. Néanmoins, la lignée doit se poursuivre, car à la fin du XIXe siècle, on retrouve Charles-Louis-Jacques d'Espérandieu comme dernier propriétaire du château d'Aiguefonde pour cette famille.
- Charles-Louis-Jacques d'Espérandieu (? - 1872)

On ne sait pas si par la suite, la famille d'Espérandieu se poursuit, ou si elle s'éteint dès lors.